# La pecora Dolly e altre storie per bambini
La pecora Dolly e altre storie per bambini è una raccolta di racconti di Dacia Maraini del 2001.

## Racconti contenuti

### Il cavolo viaggiatore
Il cavolo Cavolino desidera tanto volare. Un giorno vede passare sopra di sé un angelo e lo chiama per scambiare qualche parola. Dato che anche l'angelo non è soddisfatto della sua condizione, decidono di scambiarsi i rispettivi aspetti. Cavolino dovrà allora compiere la missione affidata all'angelo: annunciare a una fanciulla di nome Maria che sarà la madre di un bambino sacro. Cavolino però si confonde e si ferma da una giovane che ha già partorito. 
Quando torna dall'angelo, che ora ha le sembianze di un cavolo, si rende conto del suo errore. L'angelo si riprende il suo corpo, ma lascia a Cavolino i piedi, con i quali può mettersi a viaggiare.

### Scarpe di vernice
Un paio di scarpe di vernice nera costituiscono una coppia di coniugi, che litigano di frequente e che per questo causano spesso problemi alla sua proprietaria, la signorina Amalia, quando le indossa.
Amalia, lasciata dal suo spasimante, un giorno da un ponte getta nel fiume prima le scarpe, poi se stessa, ma cambia subito idea. Le scarpe la tirano fuori dall'acqua e da allora vengono tenute in una molto maggiore considerazione.

### Dalla cucina di un re
Un elegante coperchio di vetro viene accoppiato a una comune pentola d'alluminio, in una cucina di un appartamento popolare. Il coperchio proveniva dalla cucina di un principe siciliano decaduto ed era uno dei pochi averi rimasti a suo figlio Cipì, ridottosi a vivere in casa della nipote, l'avvocatessa milanese Ginevra. Il coperchio s'innamora di una tazzina di ceramica di Sèvres rimasta senza il suo piattino, che però lo snobba. 
Quando Ginevra scopre che lo zio ha tentato di derubarla, in preda all'ira butta fuori di casa le sue carabattole, tra le quali il coperchio, che si rompe; le altre stoviglie però lo riparano. Il piattino, che come la tazzina era stato rubato, si riunisce a lei e il coperchio accetta la pentola come sua compagna.

### La Cornacchia del Canadà
Per far mangiare la bambina Pallina, sua madre le racconta la storia della cornacchia del Canadà, innamorata del cacciatore Cecchino, che non badava a lei in quanto uccello non commestibile.
La storia viene poi continuata dal corteggiatore della madre di Pallina. Siccome Cecchino iniziò ad essere infastidito dalle continue attenzioni della cornacchia, le sparò col suo fucile, uccidendola. Mentre i due adulti vanno per i fatti loro, Pallina rimane da sola su una panchina del parco col cadavere della cornacchia in grembo.

### La pecora Dolly
Nello stesso gregge ci sono due pecore assolutamente identiche di nome Dolly, ciascuna delle quali pretende di essere quella autentica. La madre di Dolly spiega che una è figlia sua, mentre l'altra è "figlia delle macchine", ma non le sa distinguere. L'arrivo di un fotografo fa sì che la Dolly clonata, avvezza alle macchine, si comporti diversamente dalle altre, mettendosi in mostra; allora la madre la rinnega ed essa, per ripicca, se ne va col fotografo. Il proprietario del gregge, pensando di guadagnarci, fa clonare anche altre pecore, cosa che è fonte di dispute e di rancori tra di loro. Una "pecora filosofa", per cercare di risolvere la situazione, va a parlare all'ONU, ma gli uomini non sanno prendere una decisione in merito alla clonazione.

### La pelliccia di volpe
Una volpe ferita e affamata viene raccolta da una signora e portata a casa sua. La volpe nota che il cappotto della sua benefattrice è guarnito con la pelliccia di sua madre, dalla quale sono stati asportati gli occhi e le zampe. Decide di recuperarli per dare alla madre una degna sepoltura: si reca perciò nella pellicceria e nel mattatoio, dove vede altre volpi chiuse in gabbia, felici di non dover patire la fame in attesa che il loro destino si compia. Ritrova le zampe e gli occhi e con l'aiuto di una bambola della signora ricuce la pelliccia della madre, con cui poi se ne va via.

### Una famiglia in una scarpa
Padre, madre e cinque figli vivono in una scarpa abbandonata nel bosco, vicino a una tana di cinghiali, dei quali i ragazzi diventano amici. Tuttavia il padre, provetto cacciatore, non approva queste familiarità, e quando un cinghiale gli ruba la lattuga dall'orto l'ammazza. I cinghiali poi per ritorsione gli devastano la casa, e crede che gli abbiano rapito un figlio, che invece è caduto nell'impasto della torta della madre; uccide altri suini e persevera nella sua vendetta anche dopo essersi reso conto dell'equivoco. Un altro figlio, rapito effettivamente dai cinghiali, finisce col trasformarsi in uno di loro: il padre allora diventa un fucile per sparargli, ma ha bisogno di qualcuno che prema il grilletto. La madre però si rifiuta e se ne va col figlio-cinghiale.

### L'uccellino al circo
Il direttore di un circo, insoddisfatto dei suoi dipendenti che accampano pretese sempre maggiori, tiene un'audizione per cercare nuovi artisti. Dopo avere scartato un'acrobata perché troppo grassa, un imitatore di versi di animali perché troppo realistico e un contorsionista perché troppo anziano, è inizialmente scettico nei confronti di un giovanotto che dice di saper "fare l'uccellino". Si ricrede quando lo vede spiccare il volo, ma ormai è troppo tardi: non riesce più a farsi sentire.

### Spil, figlia di nani
Una coppia di nani, dopo cinque figli piccolissimi, ne desidera uno alto. La nana prende perciò una speciale pozione che le fa partorire una bambina molto alta e longilinea, a cui viene dato il nome di Spilunga (abbreviato in "Spil").
Dato che Spil costa ai genitori un patrimonio in termini di cibo e vestiario, all'età di dodici anni viene venduta a un mercante, che poi la cede a un circo, nel quale ha un certo successo. Ma dopo avere sbagliato un numero ne viene scacciata e torna dai suoi famigliari, che però non la vogliono riprendere; si mette allora a fare lavori agricoli e casalinghi per una vedova, che non le offre altro che il vitto e un misero alloggio. Quando questa le vorrebbe far prendere un marito sgradito, fugge da lei e giunge in una casa in mezzo ai boschi, abitata da Lazzaro, un giovane con la sua stessa taglia. I due formano così una coppia molto ben assortita.

### Cani di Roma[1]
Telemaco è un setter irlandese che vive in un appartamento signorile di Roma, accudito esclusivamente dalla domestica dei suoi padroni. Il suo miglior amico è un bastardo di nome Blob, che vive col barbone Trucibaldo, in una capanna sulle rive del Tevere.
Un giorno, dopo essere sfuggto alla domestica che lo stava portando a passeggio, va da Trucibaldo per stare un po' con Blob, ma trova l'uomo in lacrime perché Blob è scomparso. Telemaco parte allora alla ricerca del suo amico, seguendo col fiuto le sue tracce. Dopo aver rischiato l'annegamento a causa di un bagno indesiderato nel fiume, finisce tra le mani di una bambina e di suo padre, un uomo volgare che vorrebbe trattenerlo per chiedere un riscatto. Fugge e torna sulle tracce di Blob, arrivando in una baracca nella quale molti cani sono tenuti in gabbia con il destino di diventare cavie da laboratorio: tra di loro c'è anche Blob. Telemaco collabora con loro per aprire la gabbia utilizzando la chiave lasciata dal loro carceriere; i cani così sono liberi. Blob torna da Trucibaldo, presso il quale rimane anche Telemaco.

## Edizioni
- Dacia Maraini, La pecora Dolly e altre storie per bambini, illustrazioni di Nicoletta Ceccoli, Milano, Fabbri, 2001, ISBN 88-451-2703-6.
- Dacia Maraini, La pecora Dolly e altre storie per bambini, collana I delfini, illustrazioni di Nicoletta Ceccoli, postfazione di Antonio Faeti, n. 237, Milano, Fabbri, 2001, ISBN 88-451-8296-7.
- Dacia Maraini, La pecora Dolly e altre storie per bambini, collana BUR Ragazzi, illustrazioni di Nicoletta Ceccoli, postfazione di Antonio Faeti, n. 11, Milano, Rizzoli, 2009, ISBN 978-88-17-03107-3.